# Глейхенгауз Данило Маркович
Данило Маркович Глейхенгауз (рос. Дании́л Ма́ркович Глейхенгауз; нар. 3 червня 1991, Москва) — російський фігурист, який виступав в одиночному катанні та спортивних танцях на льоду, з 2014 року російський тренер і постановник програм Центру спорту та освіти Самбо-70, відділення фігурного катання «Кришталевий» у групі Етері Тутберідзе. Заслужений тренер Росії (2019).
Поставив багато програм, у тому числі й коротку програму олімпійської чемпіонки 2018 року у жіночому одиночному катанні Аліни Загітової. Працював з багатьма тренерами: Наталією Примаченко, Оленою Водорєзовою, Всеволодом Гольманом, Наталією Дубинською та Віктором Кудрявцевим.

## Біографія
Батько — Марк Самуїлович Глейхенгауз (7 липня 1948 — 13 листопада 2010) — російський режисер і кінооператор, мати — Людмила Борисівна Шалашова 15 січня 1948 — 29 серпня 2019) — колишня балерина Большого театру.

## Спортивна кар'єра
Данило Глейхенгауз почав займатися фігурним катанням у віці чотирьох років. Змінив кілька тренерів, працював із Віктором Кудрявцевим, став третім на Першості Росії серед юніорів. Відібрався на юніорський Чемпіонат світу 2007 року, в ході змагання отримав травму.
За словами Олексія Мішина Данило Глейхенгауз — спортсмен запам'ятався вже тоді, що виділявся, художнім даром, з середньою стабільністю.
Через травму у віці 18 років Глейхенгауз перейшов з одиночного катання в танці. Почав кататися у групі Олександра Жуліна з Ксенією Коробковою. У сезоні 2011/12 вони виграли два міжнародні турніри: Меморіал Павла Романа та NRW Trophy, на Першості Росії стали одинадцятими. У цей час у Данила помер батько, і він почав сам забезпечувати сім'ю. Таким чином Глейхенгауз завершив свою спортивну кар'єру.
У 2012 році закінчив Російський державний університет фізичної культури.
Данило Глейхенгауз зайнявся тренерською діяльністю та виступами в шоу Іллі Авербуха: спочатку у групових номерах, а потім і з невеликими сольними партіями.

## Тренерська діяльність
Після Олімпіади-2014 у Сочі спробував себе як тренер і постановник програм у групі Етері Тутберідзе. З кінця 2014 року став частиною команди Етері Тутберідзе.
На думку Олексія Мішина, буде справедливим поставити в один ряд з Етері Тутберідзе такі постаті, як Данило Глейхенгауз та Сергій Дудаков, як команду, яка сформувала найбільш очевидну перевагу в рамках жіночого одиночного катання.

## Спортивні досягнення

### У танцях на льоду
(з Ксенією Коробковою)
| Змагання                     | 10/11                    | 11/12                    |
| Міжнародні серед юніорів     | Міжнародні серед юніорів | Міжнародні серед юніорів |
| ---------------------------- | ------------------------ | ------------------------ |
| NRW Trophy                   |                          | 1                        |
| Pavel Roman Memorial         |                          | 1                        |
| Національні                  |                          |                          |
| Першість Росії серед юніорів |                          | 11                       |
| Фінали Кубка Росії           | 8 (кмс)                  |                          |

### В одиночному катанні
| Змагання                                   | 02/03                    | 03/04                    | 04/05                    | 05/06                    | 06/07                    | 07/08                    | 08/09                    |
| Міжнародні серед юніорів                   | Міжнародні серед юніорів | Міжнародні серед юніорів | Міжнародні серед юніорів | Міжнародні серед юніорів | Міжнародні серед юніорів | Міжнародні серед юніорів | Міжнародні серед юніорів |
| ------------------------------------------ | ------------------------ | ------------------------ | ------------------------ | ------------------------ | ------------------------ | ------------------------ | ------------------------ |
| Чемпіонат світу серед юніорів              |                          |                          |                          |                          | 19                       |                          |                          |
| Етапи юніорського Гран-прі: Канада.        |                          |                          |                          | 7                        |                          |                          |                          |
| Етапи юніорського Гран-прі: Великобританія |                          |                          |                          |                          |                          | 5                        |                          |
| Triglav Trophy                             | 8                        |                          |                          |                          |                          |                          |                          |
| Національні                                |                          |                          |                          |                          |                          |                          |                          |
| Чемпіонат Росії                            |                          |                          |                          |                          |                          | 17                       |                          |
| Фінали Кубка Росії                         |                          |                          | 1                        |                          |                          |                          | 6                        |
| Першість Росії серед юніорів               |                          |                          | 17                       |                          | 3                        | 9                        | 8                        |
| Спартакіади учнів Росії                    |                          |                          | 1                        |                          | 2                        |                          |                          |
| Відкрита першість Москви                   |                          |                          |                          | 6                        | 6                        |                          |                          |

## Нагороди
- Медаль ордену «За заслуги перед Батьківщиною» ІІ ступеня (29 червня 2018 року) — за успішну підготовку спортсменів, які досягли високих спортивних досягнень на XXIII Олімпійських зимових іграх 2018 року в місті Пхенчхані (Республіка Корея)[7]